# Wielkopolski Nationalpark
Wielkopolski Nationalpark (polsk: Wielkopolski Park Narodowy, eller Nationalparken i Storpolen ) er en nationalpark i regionen Wielkopolska (Storpolen) i det vestlige-centrale Polen, ca. 15 km syd for den regionale hovedstad Poznań. Den har en unik natur med søer fra tidligere gletsjere, omgivet af tætte fyrreskove, præget af sin spektakulære beliggenhed. Sammen med beskyttelseszonen omkring den inkluderer den en del af Poznań-sølandet (Pojezierze Poznańskie) og dele af Poznańs Warta-kløften (Poznański Przełom Warty).
Parken har sit hovedkvarter i landsbyen Jeziory .

## Historie
Parken blev oprettet i 1957 på et område på 52,44 km2 og parken dækker nu 75,84 km2 , hvoraf over halvdelen (46,17 km²) er skovklædt. Vand (hovedsageligt små søer) dækker 4,62 km². Parken omfatter 18 strengt beskyttede områder.
Ideen om at skabe et naturreservat her blev først rejst af professor A. Wodziczko i 1922. Efter 10 års indsats blev der i 1932 oprettet to reservater: den første ved Puszczykowo (oprindeligt område 2.39 km²), og det andet omkring Kociołek-søen (1,89 km²). I 1933 på fandt en symbolsk åbning af Wielkopolska National Park sted på bakketoppen i Osowa Góra, men parken blev først officielt oprettet indtil 1957.

## Landskabet
Parkens landskab var stærkt påvirket af en gletsjer, der dækkede dette område for 10-70 tusind år siden. Det er hovedsageligt fladt - dets højeste bakke - Osowa Góra, når kun 132 moh. over havets overflade. Parken er delt af flere tunneldalsøer, som blev skabt af gletsjeren. Blandt dem betragtes Góreckie-søen (polsk: Jezioro Góreckie) med to øer som den smukkeste.
Der er også enorme klipper, hvoraf den største - Głaz Leśników, betragtes som et naturmonument og som sådan beskyttet.

## Planter
Hovedelementet i parkens flora er arter af eurosibrisk art, som fyr (der udgør 70% af nationalparkens skove) såvel som andre skovplanter. Jord her er af dårlig kvalitet, kun omkring vand er det bedre. Enestående i sin karakter er Skrzynka-søen, som delvist er dækket af et tykt lag tørvemoser.

## Dyr
Parkens fauna er kendetegnet ved en insektrigdom, der omfatter mere end 3 tusind arter. Skovene er fulde af græs, og også meget rig på edderkoppearter I søer er der flere fisk - ørred, gedde og ål. I parken trives alle slags padder, som findes på de polske sletter og 5 arter af krybdyr, herunder firben og snog. Der er også omkring 190 fuglearter med bl.a. sortspætte og musvåge. Pattedyr er repræsenteret af 40 arter med mange slags flagermus.

## Kultur
Blandt de fineste monumenter er der: en trækirke i Łódź (17. århundrede), kirker i Komorniki, Puszczykowo, Stęszew og Wiry . Ved Szreniawa og ved Trzebaw er der herregårde fra det 19. århundrede. Interessant er ruinerne af et slot bygget i 1827 af Tytus Działyński på Zamkowa øen på Góreckiesøen
Parken besøges af mere end en million turister om året. Det krydses af 7 turiststier, og dens rigdom af fauna og flora præsenteres i Ośrodek Muzealno-Dydaktyczny Wielkopolskiego Parku Narodowego (Wielkopolska Nationalpark Museum og Uddannelsescenter) i Jeziory.